# Santarém Novo
Santarém Novo là một đô thị thuộc bang Pará, Brasil. Đô thị này có diện tích 229,507 km², dân số năm 2007 là 6053 người, mật độ 26,37 người/km².